# 上越高田インターチェンジ
上越高田インターチェンジ（じょうえつたかだインターチェンジ）は、新潟県上越市大字灰塚にある上信越自動車道のインターチェンジである。
上越市高田地区（旧高田市）の最寄りインターチェンジである。
仮称は上越南インターチェンジだったが、中国自動車道の高田インターチェンジ（あちらは「たかた」）との区別から上越高田となった。

## 道路
- E18 上信越自動車道（20番）
- 接続する道路：新潟県道85号上越高田インター線

## 料金所
- ブース数：4

### 入口
- ブース数：2
  - ETC専用：1
  - 一般：1

### 出口
- ブース数：2
  - ETC専用：1
  - 一般：1

## 隣
E18 上信越自動車道
(19)中郷IC - (19-1)新井PA/スマートIC - (20)上越高田IC - (31-1)上越JCT